# Piazza della Vittoria (Naples)
La Piazza della Vittoria (ou simplement Piazza Vittoria) est une place de la ville de Naples, entre les quartiers Chiaia et San Ferdinando. 

## Nom
La place est appelée della Vittoria (« de la Victoire ») dédiée à la célèbre bataille de Lépante menée par les chrétiens contre les Turcs. Pour la coalition chrétienne, c'est la Vierge Marie qui est intervenue pour la victoire, donc la fille du commandant de l'une des flottes chrétiennes voulait la construction d'une église qui commémorerait la victoire. C'était l'église Santa Maria della Vittoria qui surplombe la place, entre la via Vannella Gaetani et la via Giorgio Arcoleo. 

## Description

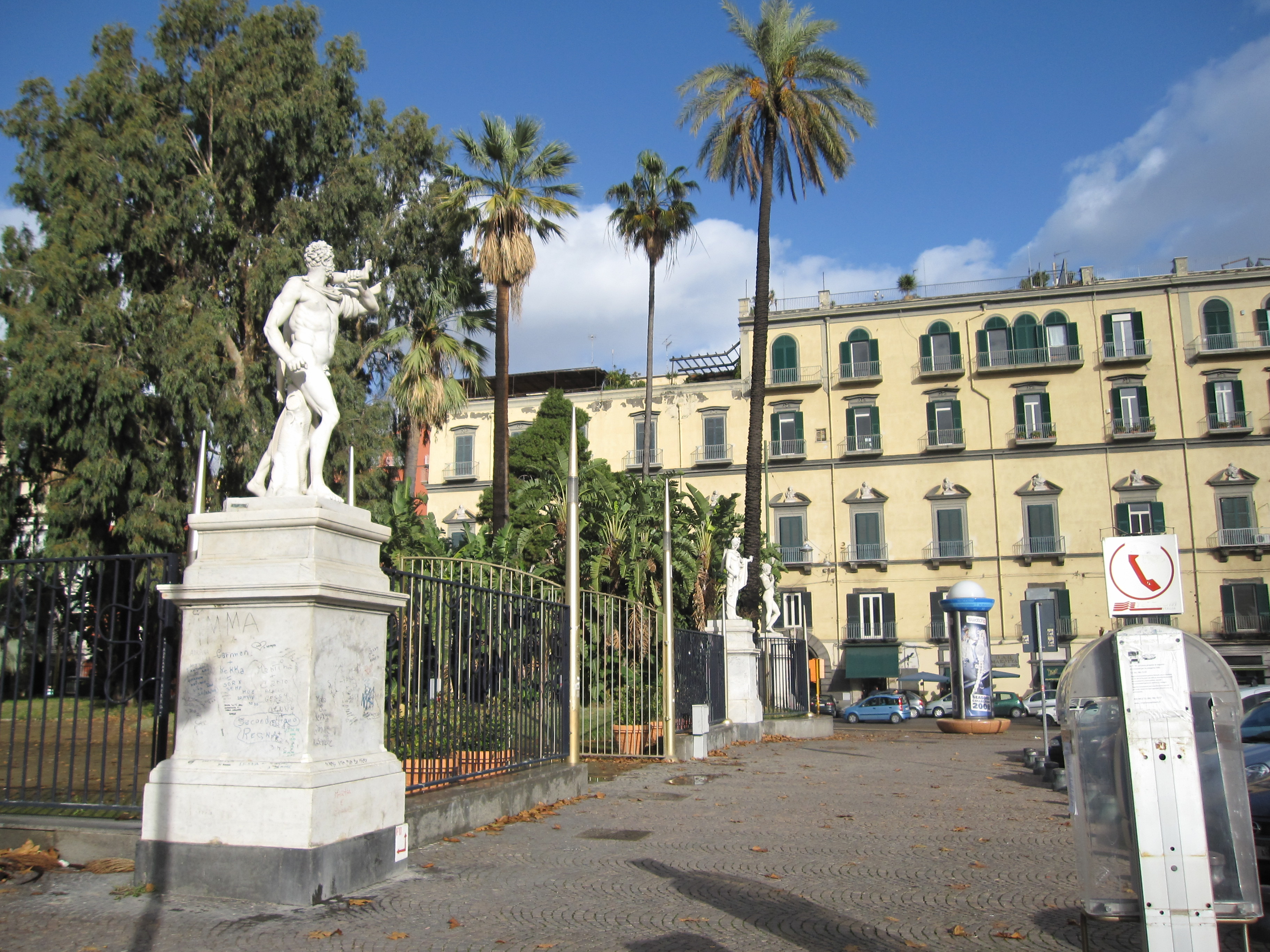
Quelques statues néoclassiques à l'entrée de la Villa comunale de Naples

Carrefour très important de routes urbaines, elle reçoit le trafic du port (par la Galleria della Vittoria) de la via Vannella Gaetani, pour le diriger vers la Riviera de Chiaia puis vers Mergellina et Fuorigrotta.  
Au nord se trouvent les statues néoclassiques de la Villa Comunale (ou Reale, car elle était voulue par Ferdinand IV de Bourbon). 

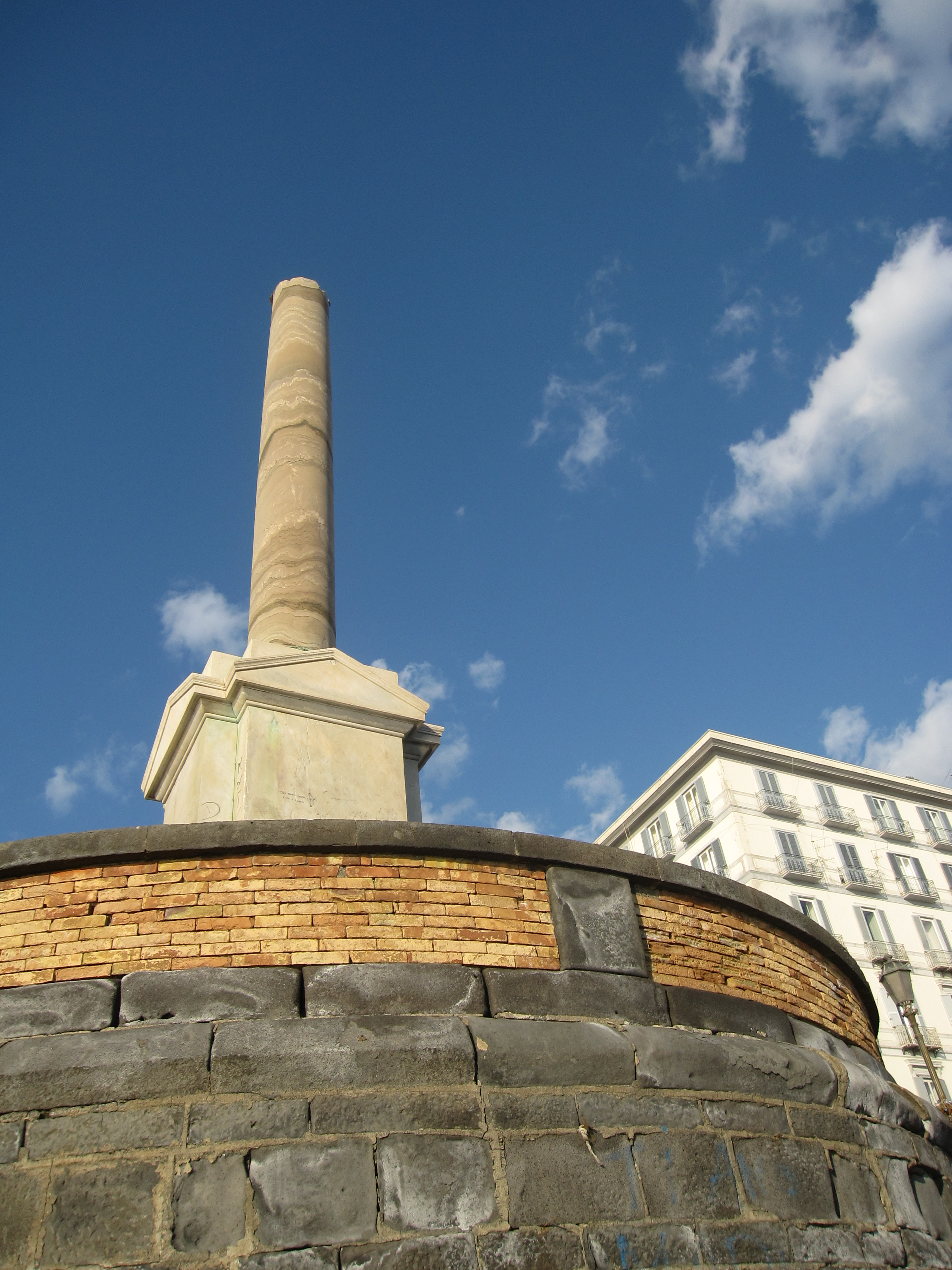
La colonne brisée prise d'en bas

Près de la mer, à l'ouest de la place, il y a le monument aux morts de la mer, ou Colonne brisée. 
Au sud de la place, face à la villa, il y a les statues de Nicola Amore à gauche et Giovanni Nicotera à droite, œuvres de Francesco Jerace. 
À l'est de la place, juste avant le début de la Riviera di Chiaia émerge la Via Calabritto, la célèbre rue du quartier de Chiaia en raison des boutiques de haute couture qui en font l'une des rues les plus chics de la ville.

## Transport
La Piazza Vittoria est également un nœud important du transport urbain: extrémité occidentale du réseau de tramway de Naples jusqu'aux premiers mois de 2011 (en raison d'un chantier de construction sur la Piazza Municipio qui empêche les tramways de circuler au-delà du Castel Nuovo), mais aussi une étape fondamentale de nombreuses lignes qui relient le centre à la zone ouest. 
La deuxième section de la ligne 6 du métro de Naples est en construction près de la place, qui reliera directement Fuorigrotta (pour l'instant la ligne s'arrête à Mergellina ) avec la Piazza Municipio passant sous la Riviera di Chiaia, qui aura deux stations. Parmi celles-ci, la gare de San Pasquale sera la plus proche de la place. 
Bien qu'il soit plus facile d'accéder à la place par les transports routiers, la station d'exploitation la plus proche de la place est Piazza Amedeo sur la ligne 2. 
La Galleria della Vittoria, inaugurée en 1929, passe sous Pizzofalcone reliant la Rione della Vittoria, derrière la place du même nom, avec via Acton et Molo Siglio, en bordure du quartier de San Ferdinando . 

## Autres vues

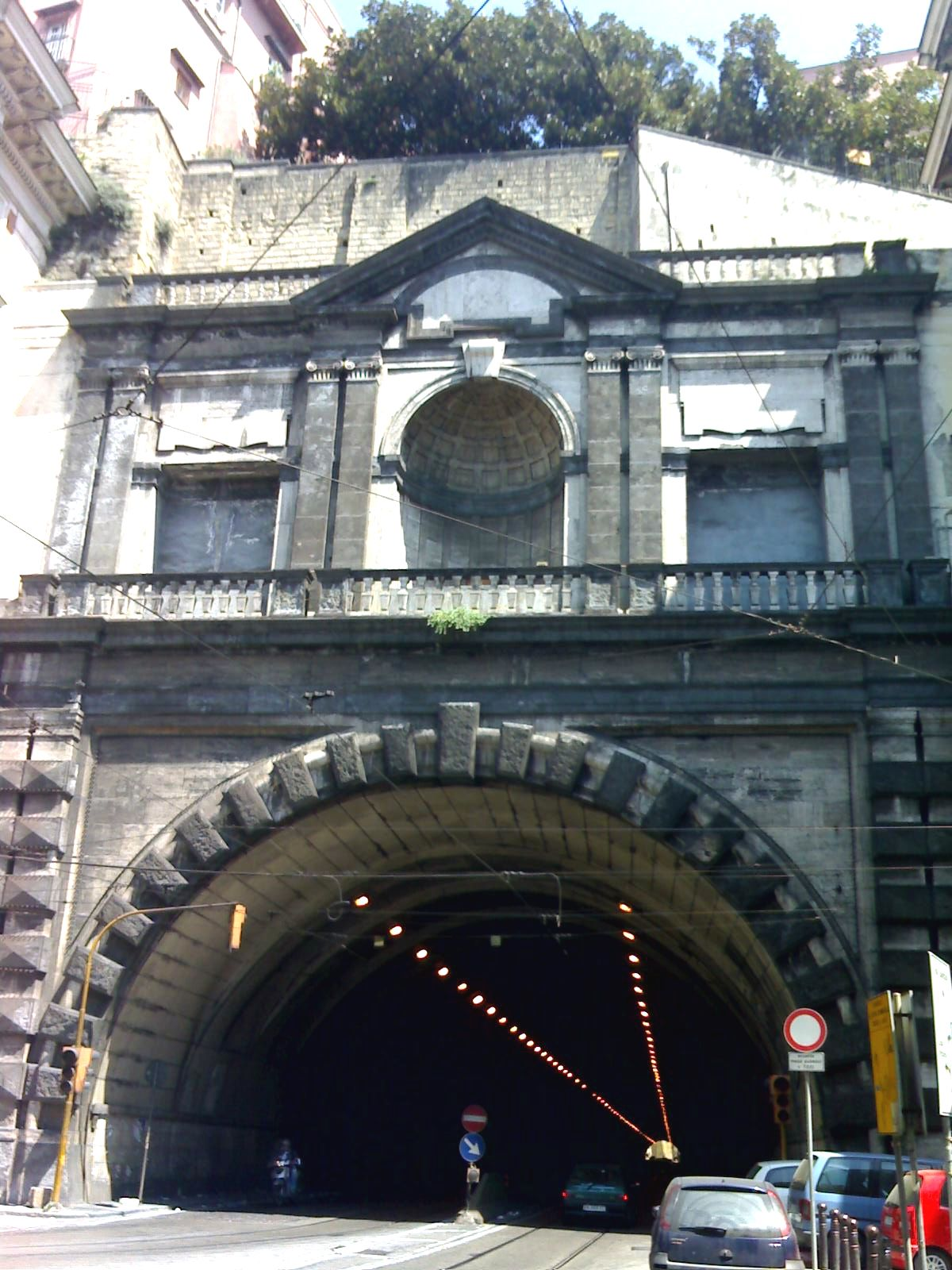
Le tunnel de Vittoria du côté de la place
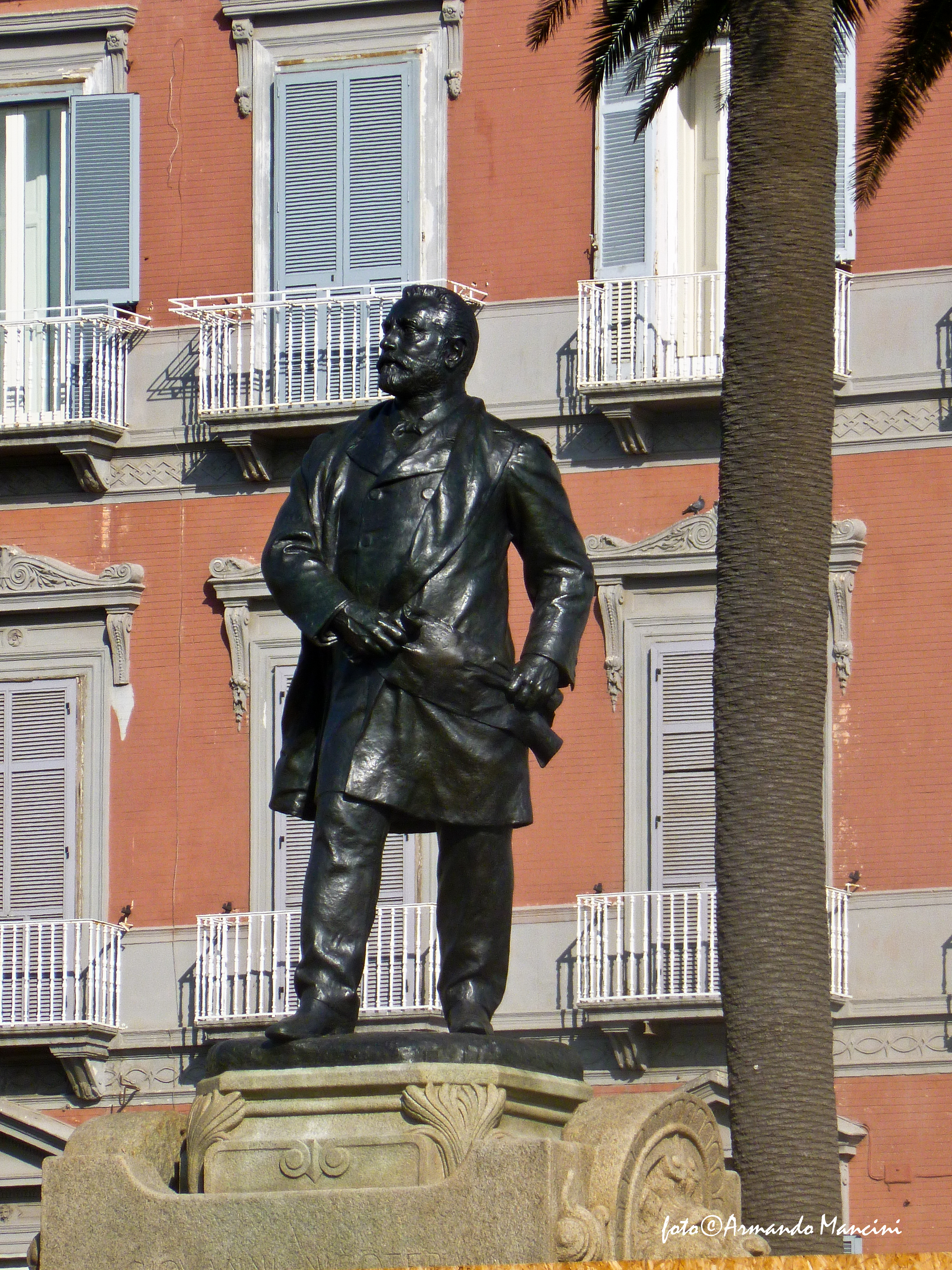
La statue de Giovanni Nicotera
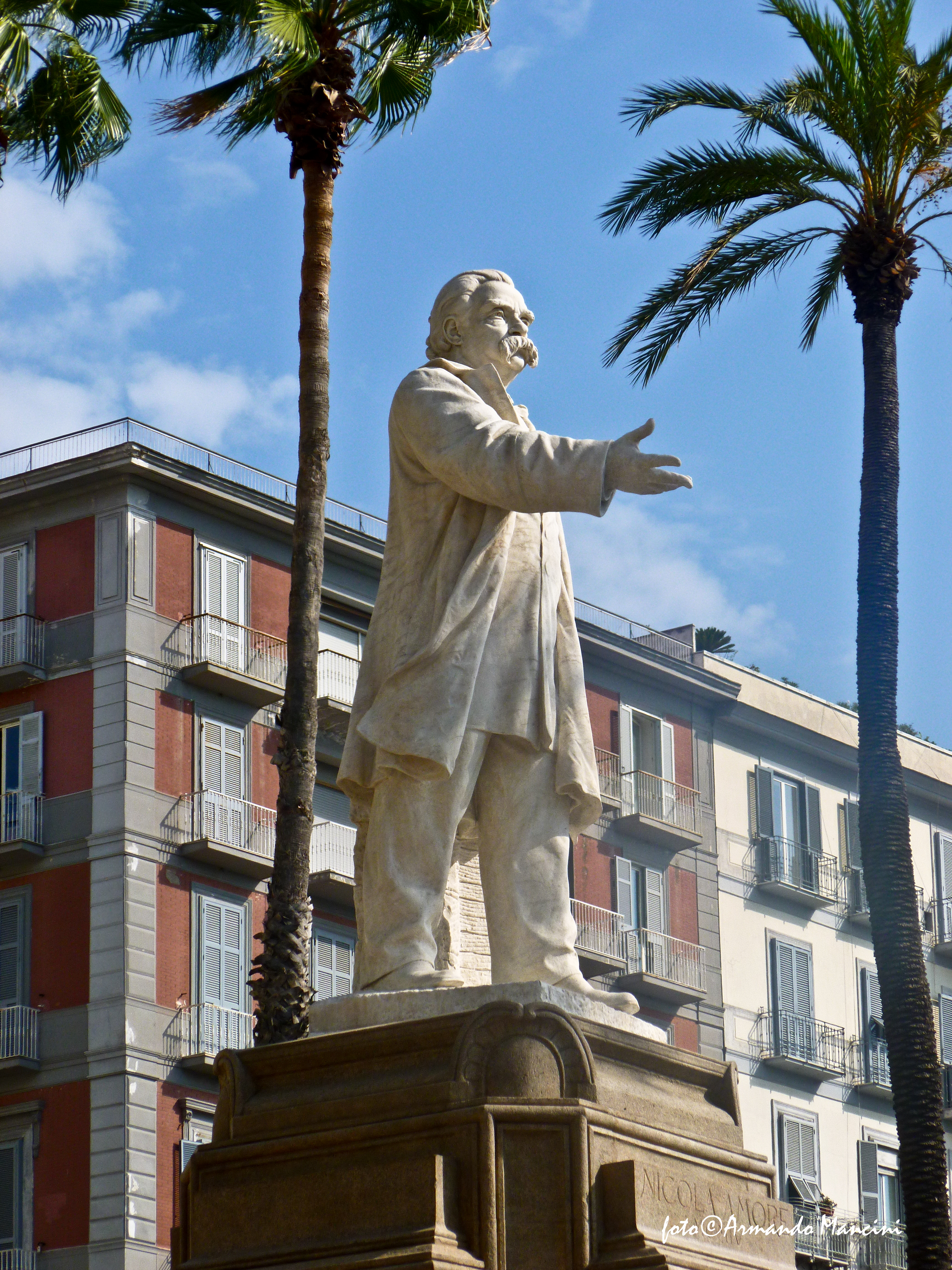
Statue de Nicola Amore

## Remarque
1. ↑  « Galleria della Vittoria, Napoli », sur www.storiacity.it

### Source de traduction
- (it) Cet article est partiellement ou en totalité issu de l’article de Wikipédia en italien intitulé « Piazza della Vittoria (Napoli) » (voir la liste des auteurs).